# Seksualna politika (knjiga)
Seksualna politika (eng. Sexual Politics) je knjiga Kejt Milet iz 1970. godine bazirana na njenoj doktorskoj disertaciji. Ova knjiga se smatra feminističkim klasikom i jednim od ključnih tekstova radikalnog feminizma. 

## Sažetak
Kejt Milet tvrdi da „seks ima obično zapostavljen politički aspekat” i govori o ulozi koju patrijarhat igra u seksualnim odnosima, posebno razmatrajući dela D. H. Lorensa, Henrija Milera i Normana Mejlera. Kejt Milet smatra da ovi autori misle i govore o seksu kroz prizmu patrijarhata i seksizma. S druge strane, ona hvali više iznijansiranu rodnu politiku homoseksualnog pisca Žana Ženea. Ostali autori o kojima podrobnije govori su Sigmund Frojd, Džordž Meredit, Džon Raskin i Džon Stjuart Mil.  

## Uticaj
Na Seksualnu politiku je uticala knjiga Simon de Bovoar Drugi pol iz 1949, premda je tekst Simon De Bovoar, za razliku od dela Kejt Milet, poznat po tome što je više fokusiran na intelekt, a manje na emocionalno osnaživanje.

## Recepcija
Seksualna politika se smatra feminističkim klasikom i „predstavlja jedan od temelja za rodne studije i kritike kulture." premda je, poput knjige Beti Fridan Ženska mistika (1963) i Džermejn Grir Ženski evnuh  (1970), njen status opao. Seksualna politika je bila bitna teorijska osnova za drugi talas feminizma sedamdesetih godina 20. veka. Takođe je bila veoma kontroverzna. U njemu je autorka „javno govorila o gej oslobođenju, dižući na uzbunu umerene feministkinje, dok su lezbejke bile zbunjene jer javno nije otkrila svoje lezbejstvo. Kada je to napokon javno uradila 1970, Time magazin tvrdio je da će takvo otkriće diskreditovati i nju i pokret." Norman Mejler, čiji je rad, posebno roman Američki san, Kejt Milet kritikovala, piše članak „Zarobljenik pola“ (eng. “The Prisoner of Sex“) za Harpers magazin kao odgovor na njenu kritiku, i u njemu napada tvrdnje spisateljice i brani Milera i Lorensa. Kasnije je njeno delo obimnije kritikovao u knjizi pod istim nazivom.
Kako navodi Rebeka Mid za Njujorker „pre četrdeset četiri godine Time se drukčije postavio prema feminizmu kad je udarnu priču posvetio knjizi Seksualna politika Kejt Milet kako bi se šire pozabavio pokretom koji je tada bio u povoju. Milet je okarakterisana kao  ‘Maocedung oslobađanja žena’ i pohvaljena kao teoretičarka čije su analize istovremeno kulturna dijagnoza i polemički manifest."
Teoretičarka Lidija Vasiljević u tekstu „Feminističke kritike pitanja braka, porodice i roditeljstva“ (2008) navodi da se po viđenju Kejt Milet „patrijarhat kao politički sistem održava prvenstveno ideološkim sredstvima, naime socijalizacijom oba pola posredstvom društvenih institucija tako da oni prihvataju polnu nejednakost kao nešto što je „prirodno“ i „normalno“. Prema rečima Maje Ćuk u tekstu „Rodna politika u romanima Leto pre sumraka Doris Lesing i Životi devojaka i žena Alis Manro“ (2015) „Miletova ističe kako se, iako ne postoji precizno biološki ustanovljena razlika između polova, već u porodici, bez obzira na klasu, podstiče formiranje određenog identiteta žene koji podrazumeva inferiornost, ne samo stalnost i neznanje, nemoć, kao i moralnu okaljanost i zasluženu marginalizovanost u odnosu na muški pol.
S druge strane, psihoanalitičarka Džulijet Mičel tvrdi da Kejt Milet, poput mnogih drugih feministkinja, pogrešno tumači Frojda i pogrešno razume implikacije psihoanalitičke teorije za feminizam.  Kritičarka Kamil Palja je optužila Seksualnu politiku za nastanak prevelikog broja odseka za ženske studije, i pogotovo za napade na navodni sveprisutni seksizam muških autora zapadnog kanona. Istoričar Artur Marvik opisuje Seksualnu politiku, uz delo Šulamit Fajerstoun Dijalektika seksa (eng. The Dialectic of Sex) (1970), kao jedan od dva ključna teksta radikalnog feminizma. Izdavačka kuća Dabldej je izjavila da je Seksualna politika jedna od deset najbitnijih knjiga koje je izdala za svojih sto godina postojanja i uvrstila ju je u antologiju objavljenu povodom ovog jubileja, iako je odbila da je ponovo štampa kada je tiraž nakratko bio rasprodat.